# Каиынды-Булак
Каиынды-Булак (кирг. Кайыңды-Булак) — село в Ак-Талинском районе Нарынской области Кыргызстана. Входит в состав айылного аймака Баетов.

## География
Село расположено в юго-западной части области, на левом берегу реки Терек, на расстоянии приблизительно 1 километра (по прямой) к северу от села Баетово, административного центра района. Абсолютная высота — 1885 метров над уровнем моря.

## Население
Согласно оценочным данным Национального статистического комитета Кыргызской Республики, численность населения села на начало 2023 года составляла 1046 человек.
| год     | 2009 | 2014 | 2015 | 2020 | 2021 | 2023 |
| ------- | ---- | ---- | ---- | ---- | ---- | ---- |
| человек | 815  | 1080 | 1117 | 1158 | 1211 | 1046 |